# San Lorenzo di Sebato
St. Lorenzen tiếng Đức) hoặc San Lorenzo di Sebato tiếng Ý) là một đô thị ở Bolzano-Bozen trong vùng Trentino-Alto Adige/Südtirol của Ý, có vị trí cách khoảng 100 km về phía đông bắc của Trento và khoảng 50 km về phía đông bắc của Bolzano. Tại thời điểm ngày 31 tháng 12 năm 2004, đô thị này có dân số 3.560 người và diện tích là 51,5 km².
Đô thị St. Lorenzen có các frazioni (các đơn vị cấp dưới, chủ yếu là các làng) Elle (Ellen), Fassine, Campomolino, Ronchi, Mantana, Onies, Floronzo (Pflaurenz), Sares, Castelbadia (Sonnenburg), Sante Stefano, San Martino (St. Martin), và Palù.
St. Lorenzen giáp các đô thị: Bruneck, Kiens, Pfalzen, Lüsen, Mareo, và Rodeneck.